# Álvaro Saborío
Álvaro Alberto Saborío Chacón (Ciudad Quesada, 25 marzo 1982) è un ex calciatore costaricano, di ruolo attaccante.

## Carriera

### Club
Nel 2006 Saborío giunge nel Sion, in Svizzera, in prestito con opzione di acquisto dal Deportivo Saprissa, con cui ha giocato cinque stagioni nella prima divisione costaricana, segnando 95 gol. Saborío era anche un membro del "Monstruo Morado" che ha guadagnato un terzo posto finale alla Coppa del Mondo per Club FIFA del 2005 in Giappone dopo la vittoria della CONCACAF Champions' Cup 2005. Grazie ai suoi 14 gol nella stagione 2006-07, Saborío estese in maggio il vincolo col FC Sion, per tre stagioni addizionali.
Si ritira l'11 febbraio 2017.

### Nazionale
Fa parte della nazionale della Costa Rica, con la quale ha partecipato ai Giochi Olimpici 2004 in Atene e ha partecipato alla Coppa del Mondo FIFA del 2006 in Germania.
Viene convocato per la Copa América Centenario negli Stati Uniti.

## Statistiche

### Cronologia presenze e reti nei club
Statistiche aggiornate al 26 marzo 2009.
| Stagione    | Squadra     | Campionato  | Campionato | Campionato | Coppe nazionali | Coppe nazionali | Coppe nazionali | Coppe continentali | Coppe continentali | Coppe continentali | Altre coppe | Altre coppe | Altre coppe | Totale | Totale |
| Stagione    | Squadra     | Comp        | Pres       | Reti       | Comp            | Pres            | Reti            | Comp               | Pres               | Reti               | Comp        | Pres        | Reti        | Pres   | Reti   |
| ----------- | ----------- | ----------- | ---------- | ---------- | --------------- | --------------- | --------------- | ------------------ | ------------------ | ------------------ | ----------- | ----------- | ----------- | ------ | ------ |
| 2006-2007   | Sion        | SL          | 24         | 11         | CS              | 0               | 0               | CU                 | 2                  | 0                  | -           | -           | -           | 26     | 11     |
| 2007-2008   | Sion        | SL          | 34         | 17         | CS              | 0               | 0               | CU                 | 1                  | 0                  | -           | -           | -           | 35     | 17     |
| 2008-2009   | Sion        | SL          | 19         | 4          | CS              | 2               | 0               | -                  | -                  | -                  | -           | -           | -           | 21     | 4      |
| Totale Sion | Totale Sion | Totale Sion | 77         | 32         |                 | 2               | 0               |                    | 3                  | 0                  |             | -           | -           | 82     | 32     |

### Cronologia presenze e reti in nazionale
| Cronologia completa delle presenze e delle reti in nazionale ― Costa Rica | Cronologia completa delle presenze e delle reti in nazionale ― Costa Rica | Cronologia completa delle presenze e delle reti in nazionale ― Costa Rica | Cronologia completa delle presenze e delle reti in nazionale ― Costa Rica | Cronologia completa delle presenze e delle reti in nazionale ― Costa Rica | Cronologia completa delle presenze e delle reti in nazionale ― Costa Rica | Cronologia completa delle presenze e delle reti in nazionale ― Costa Rica | Cronologia completa delle presenze e delle reti in nazionale ― Costa Rica |
| Data                                                                      | Città                                                                     | In casa                                                                   | Risultato                                                                 | Ospiti                                                                    | Competizione                                                              | Reti                                                                      | Note                                                                      |
| ------------------------------------------------------------------------- | ------------------------------------------------------------------------- | ------------------------------------------------------------------------- | ------------------------------------------------------------------------- | ------------------------------------------------------------------------- | ------------------------------------------------------------------------- | ------------------------------------------------------------------------- | ------------------------------------------------------------------------- |
| 16-10-2002                                                                | San Juan de Tibás                                                         | Costa Rica                                                                | 1 – 1                                                                     | Ecuador                                                                   | Amichevole                                                                | -                                                                         | 61’                                                                       |
| 30-4-2003                                                                 | Santiago del Cile                                                         | Cile                                                                      | 1 – 0                                                                     | Costa Rica                                                                | Amichevole                                                                | -                                                                         | 15’                                                                       |
| 8-6-2003                                                                  | San José                                                                  | Costa Rica                                                                | 1 – 0                                                                     | Cile                                                                      | Amichevole                                                                | -                                                                         | 57’                                                                       |
| 7-9-2003                                                                  | Fort Lauderdale                                                           | Costa Rica                                                                | 2 – 0                                                                     | Cina                                                                      | Amichevole                                                                | 1                                                                         |                                                                           |
| 11-10-2003                                                                | Potchefstroom                                                             | Sudafrica                                                                 | 2 – 1                                                                     | Costa Rica                                                                | Amichevole                                                                | -                                                                         | 67’                                                                       |
| 19-11-2003                                                                | Alajuela                                                                  | Costa Rica                                                                | 2 – 1                                                                     | Finlandia                                                                 | Amichevole                                                                | 1                                                                         | 33’                                                                       |
| 31-3-2004                                                                 | Carson                                                                    | Costa Rica                                                                | 0 – 2                                                                     | Messico                                                                   | Amichevole                                                                | -                                                                         | 46’                                                                       |
| 4-6-2004                                                                  | San Carlos                                                                | Nicaragua                                                                 | 1 – 5                                                                     | Costa Rica                                                                | Amichevole                                                                | -                                                                         |                                                                           |
| 12-6-2004                                                                 | L'Avana                                                                   | Cuba                                                                      | 2 – 2                                                                     | Costa Rica                                                                | Qual. Mondiali 2006                                                       | 1                                                                         | 32’                                                                       |
| 20-6-2004                                                                 | Alajuela                                                                  | Costa Rica                                                                | 1 – 1                                                                     | Cuba                                                                      | Qual. Mondiali 2006                                                       | -                                                                         | 77’                                                                       |
| 8-7-2004                                                                  | Arequipa                                                                  | Costa Rica                                                                | 0 – 1                                                                     | Paraguay                                                                  | Coppa America 2004 - 1º turno                                             | -                                                                         | 60’                                                                       |
| 11-7-2004                                                                 | Arequipa                                                                  | Brasile                                                                   | 4 – 1                                                                     | Costa Rica                                                                | Coppa America 2004 - 1º turno                                             | -                                                                         | 72’                                                                       |
| 14-7-2004                                                                 | Tacna                                                                     | Costa Rica                                                                | 2 – 1                                                                     | Cile                                                                      | Coppa America 2004 - 1º turno                                             | -                                                                         | 75’                                                                       |
| 17-7-2004                                                                 | Trujillo                                                                  | Colombia                                                                  | 2 – 0                                                                     | Costa Rica                                                                | Coppa America 2004 - Quarti di finale                                     | -                                                                         | 60’                                                                       |
| 8-9-2004                                                                  | San Juan de Tibás                                                         | Costa Rica                                                                | 1 – 0                                                                     | Canada                                                                    | Qual. Mondiali 2006                                                       | -                                                                         | 46’                                                                       |
| 3-9-2005                                                                  | Panama                                                                    | Panama                                                                    | 1 – 3                                                                     | Costa Rica                                                                | Qual. Mondiali 2006                                                       | 1                                                                         | 73’                                                                       |
| 7-9-2005                                                                  | San Juan de Tibás                                                         | Costa Rica                                                                | 2 – 0                                                                     | Trinidad e Tobago                                                         | Qual. Mondiali 2006                                                       | 1                                                                         | 63’                                                                       |
| 8-10-2005                                                                 | San Juan de Tibás                                                         | Costa Rica                                                                | 3 – 0                                                                     | Stati Uniti                                                               | Qual. Mondiali 2006                                                       | -                                                                         | 59’                                                                       |
| 12-10-2005                                                                | Città del Guatemala                                                       | Guatemala                                                                 | 3 – 1                                                                     | Costa Rica                                                                | Qual. Mondiali 2006                                                       | -                                                                         | 66’                                                                       |
| 9-11-2005                                                                 | Fort-de-France                                                            | Costa Rica                                                                | 2 – 3                                                                     | Francia                                                                   | Amichevole                                                                | 1                                                                         |                                                                           |
| 11-2-2006                                                                 | San Francisco                                                             | Costa Rica                                                                | 1 – 0                                                                     | Corea del Sud                                                             | Amichevole                                                                | 1                                                                         | 65’                                                                       |
| 28-5-2006                                                                 | Kiev                                                                      | Ucraina                                                                   | 4 – 0                                                                     | Costa Rica                                                                | Amichevole                                                                | -                                                                         | 56’                                                                       |
| 15-6-2006                                                                 | Amburgo                                                                   | Ecuador                                                                   | 3 – 0                                                                     | Costa Rica                                                                | Mondiali 2006 - 1º turno                                                  | -                                                                         | 29’                                                                       |
| 20-6-2006                                                                 | Hannover                                                                  | Costa Rica                                                                | 1 – 2                                                                     | Polonia                                                                   | Mondiali 2006 - 1º turno                                                  | -                                                                         | 78’                                                                       |
| 2-9-2006                                                                  | Carouge                                                                   | Austria                                                                   | 2 – 2                                                                     | Costa Rica                                                                | Amichevole                                                                | 2                                                                         | 81’                                                                       |
| 9-9-2006                                                                  | Ginevra                                                                   | Svizzera                                                                  | 2 – 0                                                                     | Costa Rica                                                                | Amichevole                                                                | -                                                                         |                                                                           |
| 24-3-2007                                                                 | San José                                                                  | Costa Rica                                                                | 4 – 0                                                                     | Nuova Zelanda                                                             | Amichevole                                                                | 2                                                                         | 80’                                                                       |
| 28-3-2007                                                                 | Talca                                                                     | Cile                                                                      | 1 – 1                                                                     | Costa Rica                                                                | Amichevole                                                                | -                                                                         | 80’                                                                       |
| 3-6-2007                                                                  | San Juan de Tibás                                                         | Costa Rica                                                                | 2 – 0                                                                     | Cile                                                                      | Amichevole                                                                | -                                                                         | 76’                                                                       |
| 6-6-2007                                                                  | Miami                                                                     | Canada                                                                    | 2 – 1                                                                     | Costa Rica                                                                | Gold Cup 2007 - 1º turno                                                  | -                                                                         |                                                                           |
| 9-6-2007                                                                  | Miami                                                                     | Haiti                                                                     | 1 – 1                                                                     | Costa Rica                                                                | Gold Cup 2007 - 1º turno                                                  | -                                                                         |                                                                           |
| 11-6-2007                                                                 | Miami                                                                     | Guadalupa                                                                 | 0 – 1                                                                     | Costa Rica                                                                | Gold Cup 2007 - 1º turno                                                  | -                                                                         | 62’                                                                       |
| 17-6-2007                                                                 | Houston                                                                   | Costa Rica                                                                | 0 – 1 dts                                                                 | Messico                                                                   | Gold Cup 2007 - Quarti di finale                                          | -                                                                         | 103’                                                                      |
| 23-8-2007                                                                 | San Juan de Tibás                                                         | Costa Rica                                                                | 1 – 1                                                                     | Perù                                                                      | Amichevole                                                                | -                                                                         | 61’                                                                       |
| 9-9-2007                                                                  | San José                                                                  | Costa Rica                                                                | 0 – 0                                                                     | Honduras                                                                  | Amichevole                                                                | -                                                                         | 72’                                                                       |
| 12-9-2007                                                                 | Toronto                                                                   | Canada                                                                    | 1 – 1                                                                     | Costa Rica                                                                | Amichevole                                                                | -                                                                         | 84’                                                                       |
| 22-11-2007                                                                | Panama                                                                    | Panama                                                                    | 1 – 1                                                                     | Costa Rica                                                                | Amichevole                                                                | -                                                                         |                                                                           |
| 6-2-2008                                                                  | Kingston                                                                  | Giamaica                                                                  | 1 – 1                                                                     | Costa Rica                                                                | Amichevole                                                                | -                                                                         | 76’                                                                       |
| 22-6-2008                                                                 | San José                                                                  | Costa Rica                                                                | 3 – 0                                                                     | Grenada                                                                   | Qual. Mondiali 2010                                                       | 1                                                                         | 66’                                                                       |
| 21-8-2008                                                                 | San José                                                                  | Costa Rica                                                                | 1 – 0                                                                     | El Salvador                                                               | Qual. Mondiali 2010                                                       | 1                                                                         | 66’                                                                       |
| 11-10-2008                                                                | Paramaribo                                                                | Suriname                                                                  | 1 – 4                                                                     | Costa Rica                                                                | Qual. Mondiali 2010                                                       | -                                                                         | 59’                                                                       |
| 16-10-2008                                                                | San Juan de Tibás                                                         | Costa Rica                                                                | 2 – 0                                                                     | Haiti                                                                     | Qual. Mondiali 2010                                                       | -                                                                         | 57’                                                                       |
| 20-11-2008                                                                | San Salvador                                                              | El Salvador                                                               | 1 – 3                                                                     | Costa Rica                                                                | Qual. Mondiali 2010                                                       | -                                                                         | 56’                                                                       |
| 12-2-2009                                                                 | San Juan de Tibás                                                         | Costa Rica                                                                | 2 – 0                                                                     | Honduras                                                                  | Qual. Mondiali 2010                                                       | -                                                                         | 53’                                                                       |
| 29-3-2009                                                                 | Città del Messico                                                         | Messico                                                                   | 2 – 0                                                                     | Costa Rica                                                                | Qual. Mondiali 2010                                                       | -                                                                         | 46’                                                                       |
| 4-6-2009                                                                  | San Juan de Tibás                                                         | Costa Rica                                                                | 3 – 1                                                                     | Stati Uniti                                                               | Qual. Mondiali 2010                                                       | 1                                                                         | 77’                                                                       |
| 7-6-2009                                                                  | Scarborough                                                               | Trinidad e Tobago                                                         | 2 – 3                                                                     | Costa Rica                                                                | Qual. Mondiali 2010                                                       | 1                                                                         |                                                                           |
| 26-6-2009                                                                 | San Juan de Tibás                                                         | Costa Rica                                                                | 1 – 0                                                                     | Venezuela                                                                 | Amichevole                                                                | 1                                                                         |                                                                           |
| 4-7-2009                                                                  | Carson                                                                    | Costa Rica                                                                | 1 – 2                                                                     | El Salvador                                                               | Gold Cup 2009 - 1º turno                                                  | -                                                                         |                                                                           |
| 8-7-2009                                                                  | Dallas                                                                    | Giamaica                                                                  | 0 – 1                                                                     | Costa Rica                                                                | Gold Cup 2009 - 1º turno                                                  | -                                                                         |                                                                           |
| 11-7-2009                                                                 | Miami                                                                     | Canada                                                                    | 2 – 2                                                                     | Costa Rica                                                                | Gold Cup 2009 - 1º turno                                                  | -                                                                         |                                                                           |
| 19-7-2009                                                                 | Dallas                                                                    | Guadalupa                                                                 | 1 – 5                                                                     | Costa Rica                                                                | Gold Cup 2009 - Quarti di finale                                          | 2                                                                         |                                                                           |
| 24-7-2009                                                                 | Chicago                                                                   | Costa Rica                                                                | 1 – 1 dts (4 – 6 dtr)                                                     | Messico                                                                   | Gold Cup 2009 - Semifinali                                                | -                                                                         |                                                                           |
| 13-8-2009                                                                 | San Pedro Sula                                                            | Honduras                                                                  | 4 – 0                                                                     | Costa Rica                                                                | Qual. Mondiali 2010                                                       | -                                                                         |                                                                           |
| 6-9-2009                                                                  | San Juan de Tibás                                                         | Costa Rica                                                                | 0 – 3                                                                     | Messico                                                                   | Qual. Mondiali 2010                                                       | -                                                                         | 36’                                                                       |
| 11-10-2009                                                                | San Juan de Tibás                                                         | Costa Rica                                                                | 4 – 0                                                                     | Trinidad e Tobago                                                         | Qual. Mondiali 2010                                                       | 2                                                                         |                                                                           |
| 15-10-2009                                                                | Washington                                                                | Stati Uniti                                                               | 2 – 2                                                                     | Costa Rica                                                                | Qual. Mondiali 2010                                                       | -                                                                         | 88’                                                                       |
| 15-11-2009                                                                | San Juan de Tibás                                                         | Costa Rica                                                                | 0 – 1                                                                     | Uruguay                                                                   | Qual. Mondiali 2010                                                       | -                                                                         |                                                                           |
| 19-11-2009                                                                | Montevideo                                                                | Uruguay                                                                   | 1 – 1                                                                     | Costa Rica                                                                | Qual. Mondiali 2010                                                       | -                                                                         | 69’                                                                       |
| 11-8-2010                                                                 | Asunción                                                                  | Paraguay                                                                  | 2 – 0                                                                     | Costa Rica                                                                | Amichevole                                                                | -                                                                         | 82’                                                                       |
| 4-9-2010                                                                  | Panama                                                                    | Panama                                                                    | 2 – 2                                                                     | Costa Rica                                                                | Amichevole                                                                | 1                                                                         |                                                                           |
| 27-3-2011                                                                 | San José                                                                  | Costa Rica                                                                | 2 – 2                                                                     | Cina                                                                      | Amichevole                                                                | 1                                                                         | 79’                                                                       |
| 29-3-2011                                                                 | San José                                                                  | Costa Rica                                                                | 0 – 0                                                                     | Argentina                                                                 | Amichevole                                                                | -                                                                         | 88’                                                                       |
| 6-6-2011                                                                  | Dallas                                                                    | Costa Rica                                                                | 5 – 0                                                                     | Cuba                                                                      | Gold Cup 2011 - 1º turno                                                  | 1                                                                         | 68’                                                                       |
| 10-6-2011                                                                 | Charlotte                                                                 | Costa Rica                                                                | 1 – 1                                                                     | El Salvador                                                               | Gold Cup 2011 - 1º turno                                                  | -                                                                         |                                                                           |
| 13-6-2011                                                                 | Chicago                                                                   | Messico                                                                   | 4 – 1                                                                     | Costa Rica                                                                | Gold Cup 2011 - 1º turno                                                  | -                                                                         |                                                                           |
| 18-6-2011                                                                 | East Rutherford                                                           | Costa Rica                                                                | 1 – 1 dts (2 – 4 dtr)                                                     | Honduras                                                                  | Gold Cup 2011 - Quarti di finale                                          | -                                                                         |                                                                           |
| 3-9-2011                                                                  | Carson                                                                    | Stati Uniti                                                               | 0 – 1                                                                     | Costa Rica                                                                | Amichevole                                                                | -                                                                         |                                                                           |
| 8-10-2011                                                                 | San José                                                                  | Costa Rica                                                                | 0 – 1                                                                     | Brasile                                                                   | Amichevole                                                                | -                                                                         | 45’                                                                       |
| 9-6-2012                                                                  | San José                                                                  | Costa Rica                                                                | 2 – 2                                                                     | El Salvador                                                               | Qual. Mondiali 2014                                                       | 1                                                                         | 28’                                                                       |
| 13-6-2012                                                                 | Providence                                                                | Guyana                                                                    | 0 – 4                                                                     | Costa Rica                                                                | Qual. Mondiali 2014                                                       | 3                                                                         | 79’                                                                       |
| 16-8-2012                                                                 | San José                                                                  | Costa Rica                                                                | 0 – 1                                                                     | Perù                                                                      | Amichevole                                                                | -                                                                         |                                                                           |
| 8-9-2012                                                                  | San José                                                                  | Costa Rica                                                                | 0 – 2                                                                     | Messico                                                                   | Qual. Mondiali 2014                                                       | -                                                                         |                                                                           |
| 12-9-2012                                                                 | Città del Messico                                                         | Messico                                                                   | 1 – 0                                                                     | Costa Rica                                                                | Qual. Mondiali 2014                                                       | -                                                                         | 59’                                                                       |
| 13-10-2012                                                                | San Salvador                                                              | El Salvador                                                               | 0 – 1                                                                     | Costa Rica                                                                | Qual. Mondiali 2014                                                       | -                                                                         | 81’                                                                       |
| 17-10-2012                                                                | San José                                                                  | Costa Rica                                                                | 7 – 0                                                                     | Guyana                                                                    | Qual. Mondiali 2014                                                       | 2                                                                         |                                                                           |
| 19-1-2013                                                                 | San José                                                                  | Costa Rica                                                                | 1 – 0                                                                     | Belize                                                                    | Coppa centroamericana 2013                                                | -                                                                         |                                                                           |
| 26-1-2013                                                                 | San José                                                                  | Costa Rica                                                                | 1 – 0                                                                     | El Salvador                                                               | Coppa centroamericana 2013                                                | -                                                                         | 44’                                                                       |
| 28-1-2013                                                                 | San José                                                                  | Costa Rica                                                                | 1 – 0                                                                     | Honduras                                                                  | Coppa centroamericana 2013                                                | -                                                                         |                                                                           |
| 7-2-2013                                                                  | Panama                                                                    | Panama                                                                    | 2 – 2                                                                     | Costa Rica                                                                | Qual. Mondiali 2014                                                       | 1                                                                         |                                                                           |
| 23-3-2013                                                                 | Commerce City                                                             | Stati Uniti                                                               | 1 – 0                                                                     | Costa Rica                                                                | Qual. Mondiali 2014                                                       | -                                                                         |                                                                           |
| 27-3-2013                                                                 | San José                                                                  | Costa Rica                                                                | 2 – 0                                                                     | Giamaica                                                                  | Qual. Mondiali 2014                                                       | -                                                                         |                                                                           |
| 8-6-2013                                                                  | San José                                                                  | Costa Rica                                                                | 1 – 0                                                                     | Honduras                                                                  | Qual. Mondiali 2014                                                       | -                                                                         | 57’                                                                       |
| 12-6-2013                                                                 | Città del Messico                                                         | Messico                                                                   | 0 – 0                                                                     | Costa Rica                                                                | Qual. Mondiali 2014                                                       | -                                                                         | 86’                                                                       |
| 19-6-2013                                                                 | San José                                                                  | Costa Rica                                                                | 2 – 0                                                                     | Panama                                                                    | Qual. Mondiali 2014                                                       | -                                                                         |                                                                           |
| 10-7-2013                                                                 | Portland                                                                  | Costa Rica                                                                | 3 – 0                                                                     | Cuba                                                                      | Gold Cup 2013 - 1º turno                                                  | -                                                                         | 78’                                                                       |
| 14-7-2013                                                                 | Sandy                                                                     | Costa Rica                                                                | 1 – 0                                                                     | Belize                                                                    | Gold Cup 2013 - 1º turno                                                  | -                                                                         | 89’                                                                       |
| 17-7-2013                                                                 | East Hartford                                                             | Stati Uniti                                                               | 1 – 0                                                                     | Costa Rica                                                                | Gold Cup 2013 - 1º turno                                                  | -                                                                         | 78’                                                                       |
| 22-7-2013                                                                 | Baltimora                                                                 | Honduras                                                                  | 1 – 0                                                                     | Costa Rica                                                                | Gold Cup 2013 - Quarti di finale                                          | -                                                                         | 30’                                                                       |
| 7-9-2013                                                                  | San José                                                                  | Costa Rica                                                                | 3 – 1                                                                     | Stati Uniti                                                               | Qual. Mondiali 2014                                                       | -                                                                         | 80’                                                                       |
| 11-10-2013                                                                | San Pedro Sula                                                            | Honduras                                                                  | 1 – 0                                                                     | Costa Rica                                                                | Qual. Mondiali 2014                                                       | -                                                                         | 69’                                                                       |
| 16-10-2013                                                                | San José                                                                  | Costa Rica                                                                | 2 – 1                                                                     | Messico                                                                   | Qual. Mondiali 2014                                                       | 1                                                                         | 49’                                                                       |
| 6-3-2014                                                                  | San José                                                                  | Costa Rica                                                                | 2 – 1                                                                     | Paraguay                                                                  | Amichevole                                                                | 1                                                                         | 46’                                                                       |
| 10-10-2014                                                                | Mascate                                                                   | Oman                                                                      | 3 – 4                                                                     | Costa Rica                                                                | Amichevole                                                                | 1                                                                         | 46’                                                                       |
| 14-10-2014                                                                | Seul                                                                      | Corea del Sud                                                             | 1 – 3                                                                     | Costa Rica                                                                | Amichevole                                                                | -                                                                         | 86’                                                                       |
| 14-11-2014                                                                | Montevideo                                                                | Uruguay                                                                   | 3 – 3 dts (6 – 7 dtr)                                                     | Costa Rica                                                                | Amichevole                                                                | 1                                                                         |                                                                           |
| 27-3-2015                                                                 | San José                                                                  | Costa Rica                                                                | 0 – 0                                                                     | Paraguay                                                                  | Amichevole                                                                | -                                                                         | 60’                                                                       |
| 1-4-2015                                                                  | Panama                                                                    | Panama                                                                    | 2 – 1                                                                     | Costa Rica                                                                | Amichevole                                                                | 1                                                                         | 83’                                                                       |
| 11-6-2015                                                                 | León                                                                      | Spagna                                                                    | 2 – 1                                                                     | Costa Rica                                                                | Amichevole                                                                | -                                                                         | 89’                                                                       |
| 27-6-2015                                                                 | Orlando                                                                   | Messico                                                                   | 2 – 2                                                                     | Costa Rica                                                                | Amichevole                                                                | -                                                                         | 83’                                                                       |
| 9-7-2015                                                                  | Carson                                                                    | Costa Rica                                                                | 2 – 2                                                                     | Giamaica                                                                  | Gold Cup 2015 - 1º turno                                                  | -                                                                         | 59’                                                                       |
| 12-7-2015                                                                 | Houston                                                                   | Costa Rica                                                                | 1 – 1                                                                     | El Salvador                                                               | Gold Cup 2015 - 1º turno                                                  | -                                                                         | 77’                                                                       |
| 14-11-2015                                                                | San José                                                                  | Costa Rica                                                                | 1 – 0                                                                     | Haiti                                                                     | Qual. Mondiali 2018                                                       | -                                                                         | 61’                                                                       |
| 18-11-2015                                                                | Panama                                                                    | Panama                                                                    | 1 – 2                                                                     | Costa Rica                                                                | Qual. Mondiali 2018                                                       | -                                                                         | 90’                                                                       |
| 26-3-2016                                                                 | Kingston                                                                  | Giamaica                                                                  | 1 – 1                                                                     | Costa Rica                                                                | Qual. Mondiali 2018                                                       | -                                                                         | 75’                                                                       |
| 30-3-2016                                                                 | San José                                                                  | Costa Rica                                                                | 3 – 0                                                                     | Giamaica                                                                  | Qual. Mondiali 2018                                                       | -                                                                         | 81’                                                                       |
| 28-5-2016                                                                 | San José                                                                  | Costa Rica                                                                | 2 – 1                                                                     | Venezuela                                                                 | Amichevole                                                                | -                                                                         | 46’                                                                       |
| 8-6-2016                                                                  | Chicago                                                                   | Stati Uniti                                                               | 4 – 0                                                                     | Costa Rica                                                                | Coppa America Centenario - 1º turno                                       | -                                                                         | 18’                                                                       |
| 6-6-2019                                                                  | Lima                                                                      | Perù                                                                      | 1 – 0                                                                     | Costa Rica                                                                | Amichevole                                                                | -                                                                         | 73’                                                                       |
| 16-6-2019                                                                 | San José                                                                  | Costa Rica                                                                | 4 – 0                                                                     | Nicaragua                                                                 | Gold Cup 2019 - 1º turno                                                  | -                                                                         | 77’                                                                       |
| 24-6-2019                                                                 | Harrison                                                                  | Haiti                                                                     | 2 – 1                                                                     | Costa Rica                                                                | Gold Cup 2019 - 1º turno                                                  | 1                                                                         | 43’ 63’                                                                   |
| 13-10-2021                                                                | Columbus                                                                  | Stati Uniti                                                               | 2 – 1                                                                     | Costa Rica                                                                | Qual. Mondiali 2022                                                       | -                                                                         | 84’                                                                       |
| Totale                                                                    |                                                                           | Presenze (7º posto)                                                       | 112                                                                       |                                                                           | Reti (3º posto)                                                           | 35                                                                        |                                                                           |

## Vita privata
È stato sposato con Nancy Soto, Miss Costa Rica e semifinalista del concorso di Miss Universo nel 2004. Il matrimonio ebbe luogo il 6 gennaio del 2007, in Heredia, ma soli 11 mesi dopo lei interpose la domanda di divorzio.

## Palmarès

### Club

#### Competizioni nazionali
- Campionato costaricano: 2

Saprissa: 2003-2004, 2005-2006
- Coppa Svizzera: 1

Sion: 2008-2009

#### Competizioni internazionali
- Copa Interclubes UNCAF: 1

Saprissa: 2003
- CONCACAF Champions' Cup: 1

Saprissa: 2005

### Individuale
- Capocannoniere del Mondiale per club: 1

2005 (2 gol, a pari merito con Peter Crouch, Mohammed Noor e Márcio Amoroso)